# Rivière du Château
La rivière du Château est un fleuve côtier de l'est de la Grande Terre, l'île principale de l'archipel des Kerguelen. Elle prend sa source dans les monts du Château puis parcourt le sud-ouest de la péninsule Courbet non loin de la base de Port-aux-Français avant de se jeter dans la baie Norvégienne, une baie marine peu profonde ouverte sur l'océan Indien.

## Toponymie
L'embouchure fait face à un îlot qui porte le nom de Château d'If à cause de sa silhouette évocatrice de la célèbre île marseillaise, mais la rivière tire en fait son nom du cirque naturel montagneux où elle prend naissance, celui-ci étant semblable à une haute citadelle.

## Faune
Dans les années 1960 à 1980, ce cours d'eau a été un terrain d'études et d'expériences sur les salmonidés. Les truites fario introduites en 1962 s'y sont parfaitement acclimatées et y ont fait souche. Ainsi, alors qu'à l'origine la rivière était exempte de tout poisson d'eau douce, on y trouve désormais plusieurs populations, et certaines effectuent des migrations vers l'océan et développent ainsi des individus de truites de mer remarquables. C'est aujourd'hui le site préféré de pêche, en tant que loisir de détente, des hivernants de l'archipel des Kerguelen.